# Shiferaw Shigute
 (décembre 2022).
République fédérale démocratique d'Éthiopie
Shiferaw Shigute (Ge'ez : ሽፈራው ሽጉጤ) est un des 112 membres de la Chambre de la fédération éthiopienne. Il est un des 54 conseillers de l'État des nations, nationalités et peuples du sud et représente le peuple Sidama.
Il a été ministre de l'Éducation puis de de l'Agriculture et du bétail et président du SEPDM. En juin 2018, il démissionne de cette dernière fonction en raison de violences ethniques.